# Thelephora ganbajun
Thelephora ganbajun är en svampart som beskrevs av M. Zang 1987. Thelephora ganbajun ingår i släktet vårtöron och familjen Thelephoraceae.   Inga underarter finns listade i Catalogue of Life.